# BeeTV
BeeTV（ビー ティーヴィー）は、かつて存在したエイベックス・デジタルとNTTドコモの合弁会社、エイベックス通信放送が運営する動画配信サイトである。NTTドコモのdTVにも提供。2009年5月1日に携帯電話専門のサイトとして開局。2023年9月30日をもってサービスを終了した。

## 概要
2009年4月1日の記者会見では「ワンセグ放送局」と報道された事もあるが、放送法上の放送局ではなく、携帯電話のストリーミングを使ったオンデマンド型の動画配信サイトとなる。
料金は以下の2つの組合せ。
- 月額見放題 - 540円（税込）。2014年12月現在、2.3万タイトルが対象。全てが見られるわけではない。
- 個別課金 - 108円 - 540円（税込）

当初は月額315円（税込）であったが、2011年11月18日に「dマーケット VIDEOストア powered by BeeTV」（月額税別500円）を提供開始し、2013年1月30日に「dビデオ powered by BeeTV」に改名。
視聴可能デバイス
- パソコン - 2012年12月17日から[4]
- スマートフォン
- タブレット
- dstick, Chromecast, Apple TV

サービス開始時の事業計画では4年後の2013年3月期で、会員350万人、売上高150億円、営業利益率31%、純利益率22%を目標としていた。2010年8月には単月黒字化を達成し、2012年3月期には通期での黒字化を達成した。2012年4月24日時点で会員数100万人を達成した。2013年3月期は、会員539万人、売上高（UULA含めた映像配信全体）220.53億円であった。しかし、会員数・売上高は2013年7月末をピークに減少し続けている。
関連サービスとして、ソフトバンクとのUULAを2013年2月14日に開始。しかし、2017年3月末にサービスを終了した。
2021年11月30日、iモード版のサービス終了。
2022年12月31日、PCサイト版終了。
2023年9月30日にAndroid版のサービスがLeminoに吸収統合される形で終了する。これにより全てのサービスが終了し、2009年5月に開始したサービスは14年5か月の歴史に幕を閉じた。

## 利用者数
- 2009年5月31日 - 30万人[7]
- 2009年7月9日 - 50万人[8]
- 2009年8月25日 - 70万人[9]
- 2009年10月12日 - 80万人
- 2010年3月14日 - 100万人[10]
- 2010年12月1日 - 150万人[11]
- 2011年8月10日 - 170万人[12]
- 2011年9月13日 - 175万人超[13]
- 2011年9月30日 - 184.4万人[14]
- 2011年12月31日 - 193.3万人（うちVIDEOストア 12.5万人）[15]
- 2012年2月13日 - 205万人[16]
- 2012年3月31日 - 243.7万人（うちVIDEOストア73.8万人）[17]
- 2012年5月10日 - 280万人超（うちVIDEOストア120万人弱）[18]
- 2012年5月31日 - 約300万人[19]
- 2012年7月31日 - 346万人
- 2012年9月30日 - 423.5万人（うちVIDEOストア275.2万人）[20]
- 2012年11月25日 - 440万人（うちVIDEOストア300万人）[21]
- 2012年12月31日 - 484.7万人（うちVIDEOストア347.6万人）[22]
- 2013年3月19日 - 538万人（うちdビデオ400万人）
- 2013年7月31日 - 562万人（うちdビデオ446万人） - これが会員数のピークであった
- 2013年10月末 - 552万人（うちdビデオ446万人）[23]
- 2014年1月末 - 531万人（うちdビデオ434万人）[23]
- 2014年4月末 - 531万人（うちdビデオ441万人）[23]
- 2014年7月末 - 497万人（うちdビデオ413万人）[23]
- 2014年10月末 - 477万人（うちdビデオ399万人）[23]

## 視聴条件
運営会社がドコモとの合弁である関係上、他キャリアへの展開は予定されていなかったものの、2012年12月17日よりクレジットカード決済に対応することでdocomo IDを持たないユーザーにも開放された。ドコモの端末だけでなくパソコンや他キャリアのスマートフォン等からの視聴も可能になった。

## 番組
番組の制作は基本的に番組制作会社が担当する。番組によってはDVDとしてレンタル及び販売されているものや映画館で上映された作品もある。また、地上波で放送されたり、他の動画配信サイトでの配信を開始した作品もある。

### ドラマ
- とっても甘いの〜C'EST TRES DOUX〜（2009年）

出演 - 香椎由宇、阿部力 ほか
- KOI☆AGE〜恋するアゲハ〜（2009年）

出演 - 小西真奈美、木下優樹菜ほか
- 40女と90日間で結婚できる方法（2009年）

出演 - 飯島直子、市原隼人 ほか
- ラブコネクター〜恋愛工作人〜（2009年）

出演 - 速水もこみち、加藤ローサ ほか
- Sweet Room（2009年）

出演 - 成宮寛貴、向井理ほか
- ソロリティФフォーエバー（2009年）
- 神児遊助のげんきのでる恋（2009年）

出演 - 上地雄輔、南明奈ほか
- I am GHOST（2009年）

出演 - ソ・ジソブ、谷村美月 ほか
- 減量ボクサー（2009年）

出演 - KENCHI（EXILE）、NAOTO（EXILE）ほか
- チング〜愛と友情の絆〜BeeTVオリジナルカット（2010年）
- ひだまりの場所〜 初恋 〜（2010年）

出演 - 溝端淳平、蓮佛美沙子ほか
- 30ハケン女が就職する方法（2010年）

出演 - 内田有紀、豊原功補ほか
- フォーリン・ボディ
- PUSHED 〜押された背中〜（2009年）
- ARK（2010年）
- 記憶の中のミライ〜心理分析ドラマ〜
- ソロリティΦフォーエバー

出演 - ジェシカ・ローズ、ミカエラ・フーヴァーほか
- ROCKVILLE（ロックビル）（2009年）

出演 - アンドリュー・ウエスト、アレクサンドラ・チャンドほか
- GIFT〜今夜、幸せの時間お届けします。〜（2010年）

出演 - 五十嵐隼士、荒木宏文ほか
- 女たちは二度遊ぶ（2010年）

出演 - 相武紗季、水川あさみほか
- キミの記憶をボクにください〜ピグマリオンの恋〜（2010年）

出演 - キム・ジェウク、南沢奈央 ほか
- サークル・オブ・エイト（2010年）

出演 - オースティン・ハイスミス、ライアン・ドゥームほか
- デス・ゲーム・パーク（2010年）

出演 - 松坂桃李、真野恵里菜ほか
- 5年後のラブレター（2010年）

出演 - 向井理、内山理名ほか
- Beautiful Love〜君がいれば〜（2010年）

出演 - ユチョン、大政絢 ほか
- バンパイアに恋して（2010年）

出演 - シェリリン・ウィルソン、エリン ・ウェイほか
- ヒミツの関係〜先生は同居人〜（2010年）

出演 - 小泉孝太郎、福田沙紀ほか
- 電撃婚〜perfume of love〜（2010年）

出演 - 田中麗奈、西村雅彦ほか
- 世界の終わりに咲く花（2010年）

出演 - 川島海荷、中村蒼ほか
- サヨナラの恋（2010年）

出演 - 相武紗季、上川隆也ほか
- 虹の向こうへ（2010年）

出演 - 北乃きい、大東駿介ほか
- パーティーは終わった（2011年）

出演 - 成宮寛貴、永山絢斗ほか
- いぬのメリー 幸せを運ぶ伝書犬

出演 - 酒井若菜、小林星蘭ほか
- 女神のイタズラ 〜キミになったボク〜

松坂桃李、鈴木亮平ほか
- エセ肉食女の恋愛事情

出演 - 小池栄子、要潤ほか
- 3枚目のボディガード〜ボクはキミだけを守りぬく〜

松本利夫(MATSU from EXILE)、福田麻由子ほか
- ブリザード

出演 - 柳楽優弥、夏帆ほか
- 目を閉じてギラギラ 〜一発逆転!?借金人生〜（2011年）

出演 - 哀川翔、綾野剛ほか
- オシャレに恋したシンデレラ（2011年）

出演 - 松井玲奈、斉藤祥大ほか
- 湘南☆夏恋物語

出演 - 小池徹平、西島隆弘(AAA)ほか
- 彼は、妹の恋人（2011年）

出演 - 石原さとみ、平岡祐太ほか
- L et M わたしがあなたを愛する理由、そのほかの物語（2012年）

出演 - 沢尻エリカ、村上淳ほか
- 君と僕との約束

出演 - KEIJI(EXILE)、TETSUYA(EXILE)ほか
- しってはいけない怖い話

出演 - 星野真里、堀部圭亮ほか
- 学校の怪談（2012年）

出演 - SKE48（松井珠理奈、松井玲奈ほか）
- 親父の仕事は裏稼業

出演 - 杉良太郎、池内博之ほか
- 私が黄金を追う理由〜映画「黄金を抱いて翔べ」スペシャルドラマ〜（2012年）

出演 - 平山あや、木村了ほか
- 悪の教典 -序章-（2012年）

出演 - 伊藤英明、中越典子ほか
- 学園潜入型恋愛ドラマ ハイスクールドライブ 〜目が覚めたら高校生だった〜（2012年）

出演 - 清水くるみ、堀井新太ほか
- ラブ・スウィング〜色々な愛のかたち〜

出演 - 桐谷美玲、平山浩行ほか
- 午前3時の無法地帯（2013年）

出演 - 本田翼、オダギリジョーほか
- 危険なカンケイ

出演 - 深田恭子、福士誠治ほか
- 最上のプロポーズ（2013年）

出演 - 向井理、斎藤工ほか
- 相棒 -劇場版III- 序章（2014年）

出演 - 水谷豊、成宮寛貴ほか
- 10日間で運命の恋人をみつける方法（2014年）

出演 - 平愛梨、YUKA (moumoon)ほか

### 音楽
- 安室奈美恵、マドンナライブ
- SPECIAL MUSIC VIDEO
- avex music collection：avexの過去のヒット曲から最新曲まで、約2000曲以上を見ることができる。
- LIVE collection
- MUSIC VIDEO collection
- Beeカラ（カラオケ動画）
- SurpLIVE〜手のひらに感動を〜
- avexアイドルオーディション2010

### お笑い
- 笑売寺 小沢兄弟（小沢仁志・小沢和義）
- 帰ってきたベタドラマ 有田哲平（くりぃむしちゅー）、西尾由佳理（日本テレビアナウンサー）
- トゥルルさまぁ〜ず（制作：ケイマックス）
- 太田と上田（太田光、上田晋也）
- 有のめ（制作：ガスコイン・カンパニー）
- ジャマ×ジャマ ホンジャマカ
- ちょっとだけ・おぎやはぎ
- 竜兵会の約束
- 荘〜そう〜
- 本当のバカの壁
- 鳥居ようちえん 鳥居みゆき
- がんばれ!エガちゃんピン - 江頭2:50
- がんばれ! エガちゃんピン2
- Dr.有吉の密着治療室 - 有吉弘行
- ホリケンの空気よめない君! - 堀内健
- 緊急指令! 出川を探せ!!
- 女子AD3人のロケ日誌〜ばんぺいゆ〜
- 教えて!バナナマン
- 爆笑問題のTVじゃやらないコト
- 加トザキ 突撃!隣のワケありカップル - 加藤茶、山崎弘也
- お願い! 宇宙人（2012年10月12日‐12月21日）[25]

### アニメ
- 麻布十番学園（2009年5月1日配信開始 /  毎週土曜・木曜・火曜日 / 全59話）
- やわらかめ♡（2009年12月1日配信開始 / 毎週火曜・金曜日 / 全26話）：声の出演 - 沢城みゆき
- 1分DE映画（2010年2月1日配信開始 / 毎週金曜日 / 全10話）
- だめんずうぉ〜か〜 THE アニメ（2010年3月1日配信開始 / 毎週日曜日 / 全12話）

### Beeマンガ
アニメではなく、コミックの絵に合わせて、声優がセリフを朗読する。
- レ・ミゼラブル（まんがで読破シリーズ）（2010年5月1日配信開始 / 毎週水曜日 / 全18話）
- アロマチック・ビターズ（2010年5月1日配信開始 / 毎週水曜日 / 全22話）：声の出演 - 牧野芳奈、東城未来、野町祐太、田坂秀樹、鈴木卓朗、小谷直子、木下真一
- 熱いぞ!猫ヶ谷!!（2010年5月1日配信開始 / 毎週水曜日 / 全24話）：声の出演 - 越田直樹、喜多村英梨、阿久津加菜、今井麻美、五十嵐裕美、水野愛日、桑門そら
- 蟹工船（まんがで読破シリーズ）（2010年5月20日 / 毎週水曜日 / 全15話）
- ドン・キホーテ（まんがで読破シリーズ）（2010年7月1日配信開始 / 毎週水曜日 / 全20話）
- ユニコ（2010年8月1日配信開始 / 毎週水曜日 / 全25話） - 声の出演:水樹奈々、豊口めぐみ、深町彩里、宮田幸季、麻生かほ里
- 人間失格（まんがで読破シリーズ）（2010年9月1日配信開始 / 毎週土曜日 / 全17話）
- サプリ（2010年9月20日配信開始 / 毎週水曜日 / 全114話） - 声の出演:高橋真唯、井上剛、松本真、小谷直子
- 行け!稲中卓球部（2010年9月20日配信開始 / 毎週水曜日 / 全12話） - 声の出演:福山潤、吉野裕行、檜山修之、羽多野渉
- ドラゴン桜（2010年10月20日配信開始 / 毎週金曜日 / 全36話） - 出演:安元洋貴、高本めぐみ、陣在雄太、高田みほ
- グレート・ギャツビー（まんがで読破シリーズ）（2010年11月1日配信開始 / 毎週金曜日 / 全13話）
- コスプレ☆アニマル（2010年12月1日配信開始 / 毎週火曜日 / 全110話）：声の出演:豊口めぐみ、櫻井孝宏、羽多野渉
- アゴなしゲンとオレ物語（2010年12月20日配信開始 / 毎週水曜日 / 全24話）：声の出演:高田べん、松本真、大野千紘、東城未来、日野まり、山本祥太、高木達也、鈴木卓朗
- 戦争と平和（まんがで読破シリーズ）（2011年1月1日配信開始 / 毎週木曜日 / 全17話）
- カメレオン（2011年2月1日配信開始 / 毎週火曜日 / 全25話）：声の出演:田丸篤志、桐木仁、野町祐太、鈴木卓朗、西田紘二、高木達也、森優子、渡部紗弓
- ケセランパサラン（2011年2月1日配信開始 / 毎週日曜日 / 全14話）：声の出演:木村麻美、矢部亮、吉井宇希、祖父江唯、前田剛
- 資本論（まんがで読破シリーズ）（2011年3月1日配信 / 毎週土曜日 / 全16話）
- チェリーナイツ（2011年3月20日配信開始 / 毎週金曜日 / 全12話）：声の出演:内田大加宏、松田真一
- 働きマン（2011年5月1日配信開始 / 毎週日曜日 / 全29話） - 声の出演:水沢史絵、藤本幸太郎、渡辺智美、若杉亨、鈴木卓朗、野町祐太、高本めぐみ、日野まり
- BE-BOP HIGHSCHOOL（2011年5月1日配信開始 / 毎週木曜日 / 全18話） - 声の出演:吉野裕行、中村悠一、山口清裕、上村友二、山本祥太、江南真利、若杉享
- ロマンスの泉（2011年6月20日配信開始 / 毎週木曜日 / 全10話） - 声の出演:嶋田あきえ、麻生かほ里、幸坂弘子、栂村年宣、高橋秀行、勝也
- モテキ（2011年7月1日配信開始 / 毎週金曜日 / 全31話＋特別収録2話） - 声の出演:浅沼晋太郎、喜多村英梨、藤村歩、本名陽子、沢城みゆき、早水リサ、檜山修之、鶴岡聡、羽多野渉
- 今日、恋をはじめます（2011年11月1日配信開始 / 毎週木曜日 / 総話数不明） - 声の出演:伊藤かな恵、浪川大輔、江口拓也、牧口真幸、成田紗矢香、金光宣明
- 賭博黙示録カイジ（2011年11月1日配信開始 / 毎週火曜日 / 全54話） - 声の出演:萩原聖人、立木文彦
- 柴田さんちのエリザベス（2011年11月20日配信開始 / 毎週日曜日 / 全38話） - 声の出演:森一丁、沼田芙由美、上村友二、野町祐太、諸岡みなみ、杉山滋美
- 池袋ウエストゲートパーク（2011年12月1日配信開始 / 毎週土曜日 / 全30話） - 声の出演:遠藤要、古川雄輝、菅原梨央、森一丁
- グラップラー刃牙（2012年3月20日配信開始 / 毎週金曜・月曜日 / 総話数不明） - 声の出演:KENN、小山力也、納谷六朗、飯塚昭三、宝亀克寿
- 新宿スワン（2012年4月1日配信開始 / 毎週日曜日 / 総話数不明） - 声の出演:高橋研二、高橋英則、諸田和典、檜山修之、伊藤マサミ、佐々木誠二、佐々健太
- 近キョリ恋愛（2012年4月20日配信開始 / 毎週土曜日 / 全80話） - 声の出演:喜多村英梨、三木眞一郎、笠原あきら、笹本菜津枝、逢坂良太、岡田栄美、梶川翔平
- 主に泣いてます（2012年9月1日配信開始 / 毎週水曜日 / 総話数不明） - 声の出演:山本綾、逢坂良太、五十嵐裕美、石田大祐、茂木たかまさ、萩乃水城、笹本菜津枝、木島隆一、加隈亜衣、紗上唄菜
- GTO（2012年9月20日配信開始 / 毎週土曜・水曜日 / 総話数不明） - 声の出演:羽多野渉、佐々木啓夫
- 午前3時の無法地帯（2012年12月20日配信開始 / 毎週火曜日 / 全15話） - 声の出演:桃森すもも、うすいたかやす、内田大加宏、田坂秀樹、若杉亨、山口立花子、鈴木卓朗、南雲大輔
- カノジョは嘘を愛しすぎてる（2013年2月20日配信開始 / 毎週水曜日 / 全30話） - 声の出演:鳥海浩輔、五十嵐裕美、逢坂良太、坂巻学、宮田幸季、白井悠介、小野雄哉、酒井広大、笹本菜津枝、山本兼平
- 闇金ウシジマくん（2013年4月20日配信開始 / 毎週金曜・火曜日 / 総話数不明） - 声の出演:保村真、野島裕史、渡辺智美、高木達也、井上剛、田丸篤志、渡部紗弓、赤石考、若杉亨
- だめっこどうぶつ

### BeeKIDS
有名アニメから、知育に役立つ幼児教育番組を配信している。親子で楽しめるコンテンツを集めたチャンネル。
- 辻ママのつくるんカフェ
- きかんしゃトーマス
- なるほど!!アニマルワールド
- トムとジェリー テイルズ
- よみきかせ にほんむかしばなし
- チェブラーシカ あれれ?
- Disneyコメディタイム
- ピクサー・ショート・フィルム
- ダックテイル

### トーク
- 和田アキ子 最強バトル!（制作：ホリプロ）
- 前忠×デーブの芸能都市伝説
- きかんしゃトーマス

### バラエティ
- 夜の帝王学〜ナイトスポット必勝マニュアル〜 - 東京03 佐藤由加理 瀬尾秋子 富樫あずさ 他
- 1000人美少女
- 声感☆妄想彼氏
- 矢島Bee容室TV
- 「絶対にやってはいけない」 〜あなたの知らない禁止事項〜 - 細川茂樹
- BeeTV〜「アポなしチャンネル」〜

総合演出：牛丸謙壱、総合構成：野呂エイシロウ
- 出川哲朗 VS デヴィ・スカルノ
- 石田純一 VS 出川哲朗
- 草野仁 VS 島崎俊郎
- 定岡正二・パンチ佐藤 VS カンニング竹山
- スザンヌ VS 髭男爵
- 神奈月 VS 武藤敬司
- スピードワゴン (井戸田潤 / 小沢一敬）
- 小島よしお VS 輪島功一
- 森永卓郎・山田五郎 VS TKO
- 辻希美〜狩野英孝〜くわばたりえ〜仮屋崎省吾〜片岡護シェフ〜山本モナ〜マリエ

- 即席恋人
- Gossip TV
- どぶ板芸人〜全国路上ライブの旅〜 サミットクラブ、浦添ウインドゥ
- Seventeen学園祭2009
- 伝染るんです 古田新太/南明奈/カンニング竹山 ほか
- 石神秀幸のバリうまラーメン
- 毎日どっきり2 出川の復讐
- 毎日どっきりVS出川 出川哲朗
- ケータイ花火
- （有）猫田工務店 東京03、キングオブコメディ、優木まおみ
- あなたのHQ（ユーモア指数）（制作：フジテレビ） 福原耕平 川名真知子 山口奈々
- BABEE ZOO（制作：イースト）
- BeeTVナビ
- 高田スザンヌ
- 鳥肌怨読棺（制作：ハウフルス）：国生さゆりがパーソナリティーを務めるホラー番組
- 恋するハニカミ!：2010年2月、バレンタインスペシャルとして限定復活。
- 男♂が知りたいランキング - 八坂沙織（SUPER☆GiRLS）
- 女♀が知りたいランキング - 稼農楓（SUPER☆GiRLS）
- 東京イケメン図鑑
- 欲望の桃色アングル

小沢一敬(スピードワゴン)、晶エリー（新井エリー、大沢佑香）、小川あさ美、範田紗々、瑠川リナ、藤井シェリー、麻倉憂
- キス×kiss×キス
- 関根・天野のビンビン王子の逆襲
- ブランド査定〜イマドキ女子のクローゼット〜
- 欲望の桃色アングル
- 関根・天野のお固いのがお好き
- テリー伊藤のアナタの代わりに調べます
- 瞬感LOVE〜ある愛のカタチ〜

出演者 - 井沢豊、大塚寛之、菊井亜希、桔花、源、上月左知子、志田弦音、清水和博、庄司凜花、菅原信一、南里空和、芳野正朝、ロジャース里奈
- ビックリ映像50選〜桃太郎も驚いた〜

ピエール瀧、渡部陽一 イヌ(そら)、サル(コナパ)、キジ(まーちゃん) 美しいイヌ(田代さやか)、美しいサル(夏生ありさ)、美しいキジ(西本明日香)
- 美少女デート〜あなたが選ぶ、理想の彼女〜
- 王子の愛ことば
- 即席恋人〜INSTANT LOVER〜

出演者 - 狩野英孝×本山香苗、クロちゃん(安田大サーカス)×南まりか、岡安章介(ななめ45°)×尾崎ナナ、石井元気(あきげん)×丸高愛実、西堀亮(マシンガンズ)×中川杏奈、みっちー×相川友希、ひぐち君(髭男爵)×柴原麻衣、城咲仁×松本さゆき
- ムカつく女にお仕置きするTV 美人泣顔

出演者 - イジリー岡田、西尾季隆(X-GUN)
- ユースケ&ハマケンの会員制おもかげラヂオ

出演者 - ユースケ・サンタマリア、浜野謙太
- 合コン観察バラエティー ガチコン
- 密着!男と女の愛憎（秘）探偵ファイル
- のぞき穴

監督‐飯塚 健

### ムーログ
動画ブログ
- 辻ママのつくるんカフェ - 辻希美
- 矢口の素 矢口真里
- アントニオ猪木のビンタカメラ アントニオ猪木
- 田原俊彦“Lucky Toshi Luciano” 田原俊彦
- 東方神起のMOOLOG（制作：avex&EAST）
- 益若つばさのマメMOOLOG（制作：avex&EAST）
- misanna（制作：avex&EAST）
- EXILE MOOLOG
- TKOのMOOLOG かたてまてぃーけーおー
- 安田美沙子のmisanna
- しょこ★むーびー 中川翔子
- momoeriスタイル 桃華絵里
- 藤原竜也の人生逆転MOOLOG 藤原竜也
- ソ・ジソブのSONICK WORLD ソ・ジソブ

### エデュテイメント
- 誰でも出来るカラダ改善〜これであなたもラクヤセ!〜
- 川越達也の1ミニッツクッキング〜アナタを助ける15のレシピ〜
- 会社を辞めたいあなたへ。〜自分の評価と他人の給与〜
- 女をオトす恋愛心理学
- 松平定知の戦国武将に学ぶ「生き抜く力」
- OLのトリセツ☆女子社員に嫌われない12の法則☆
- 離婚でオンナが勝つ方法
- 絶対に浮気がバレない最強テクニック
- 婚活ABeeC大事典〜幸せな結婚が出来るマル秘テク〜 - 眞鍋かをり
- サク読ミ〜話題の本を読んだも同然〜
- シルトク〜激安調査団〜
- エリカの美やせダイエット〜世界一の美女の作り方〜
- 絶対に浮気がバレない最強テクニック
- 恋のABeeC大事典〜すべての男をおとす方法〜 加藤夏希
- 世界一難しい2択クイズ AorB
- いっぽんぽん（制作：ミディア）
- 週刊 小倉智昭〜担当者でてこい!〜
- 記憶の中のミライ
- 3分でシェイプアップ〜ザ・トレーシー・メソッド〜
- パリス・ヒルトンのセレブライフ
- カリスマヘアメイク黒田啓蔵 パーフェクトメイク
- トッピング・ファッションマガジン
- 新垣結衣の女子旅 in Hawaii
- 高橋ミカの極上モテ肌レッスン
- 美腹ダイエット〜コアリズム〜
- 美容の噂のウソ?ホント!?
- 食べる美容!〜浜内千波の速効キレイ〜
- チョン・ダヨンのモムチャンダイエットストレッチング
- 七田式☆子どもを天才にする12の方法

### ニュース
- 解説! 東京マーケット大引
- ニュース早わかり!
- ニュース速報

### その他
- Cinema Week（映画の予告編）

## 対応機種
2011年4月29日現在。詳細はビデオクリップ対応機種 | サービス・機能 | NTTドコモとBeeTVとは?：「知る」BeeTVってなに?(スマートフォン版)を参照。

なお、iモード対応機種の新規受付は2019年9月30日に終了している。サービスを受け続けるには2026年3月31日までに機種交換が必要となる場合がある。
| docomo STYLE series       | F-02A / L-03A / N-02A / N-03A / N-05A / P-02A / P-03A / P-06A / SH-02A / F-08A / L-04A / N-08A / P-08A / P-10A / SH-05A / SH-08A F-02B / L-01B / L-02B / L-03B / N-01B / N-03B / P-02B / SH-02B / SH-04B / SH-05B / F-07B / F-08B / L-04B / N-05B / N-06B / P-05B / P-06B / P-07B / SH-08B / SH-02B marimekko F-02C / F-04C / F-05C / L-01C / N-01C / N-02C / P-02C / SH-02C / SH-04C / SH-11C / F-10C / P-04C / P-06C / L-10C |
| docomo PRIME series       | F-01A / F-03A / N-01A / P-01A / L-01A / SH-01A / SH-03A / F-09A / L-06A / N-06A / N-07A / P-07A / SH-06A F-01B / F-04B / N-02B / P-01B / SH-01B / F-06B / N-04B / P-04B / SH-07B F-01C / N-03C / P-03C / SH-01C / SH-10C / F-09C / CA-01C / P-05C |
| docomo SMART series       | F-04A / N-04A / P-04A / P-05A / N-09A / P-09A / F-03B / P-03B / N-07B / SH-09B F-03C / P-01C / F-11C / N-05C |
| docomo PRO series         | SH-04A / SH-07A SH-03B / N-08B L-03C / SH-05C / SH-06C |
| ドコモ スマートフォン     | Xperia SO-01B / LYNX SH-10B / Galaxy S SC-02B Galaxy Tab SC-01C / LYNX 3D SH-03C / REGZA Phone T-01C / Optimus chat L-04C / MEDIAS N-04C / Xperia arc SO-01C / Optimus Pad L-06C / AQUOS PHONE / MEDIAS WP / Xperia acro / F-12C / P-07C / AQUOS PHONE f / GALAXY SII / OPTIMUS Bright |
| らくらくホン / キッズ     | F884iES / F884i / F801i /F-05A / F-07A / F-10A / F-09B / F-08C |
| FOMA 706i                 | SH706iw / N706iII/ SH706ie /N706ie /P706ie / P706iμ / SH706i / SO706i / N706i / F706i |
| FOMA 906i                 | SH906iTV / N906iL / N906i / F906i / N906iμ / SH906i / SO906i / P906i |
| FOMA 705i                 | SH705i / P705iCL (PROSOLID μ) / SO705i / P705iμ / N705iμ / SH705i / N705i / D705iμ / D705i / P705i / F705i |
| FOMA 905i                 | P905iTV / F905iBiz / SO905iCS / SH905iTV / N905iBiz / N905iμ / SO905i / F905i / P905i / N905i / D905i / SH905i |
| FOMA 904i                 | P904i / D904i / F904i / N904i / SH904i |
| コンセプトモデル / その他 | F-06A / SH-06A NERV / F-10B / TOUCH WOOD / SH-09C / F-07C |